# Frank Rebholz
Frank Rebholz (* 11. Dezember 1956) ist ein ehemaliger deutscher Polizist und ehemaliger Polizeipräsident von Ludwigsburg.

## Beruflicher Werdegang
Frank Rebholz nahm 1977 den Polizeidienst der Polizei Baden-Württemberg im mittleren Dienst auf. 1981 stieg er in den gehobenen Dienst auf, 1990 in den höheren Dienst. Von 1990 bis in das Jahr 1995 war er im Landeskriminalamt Baden-Württemberg Leiter der Inspektion 310. 1995 wechselte er in das Innenministerium Baden-Württemberg u. a. als Leiter des Referats 36 und als Gesamtverantwortlicher im Landesprojekt zur Einführung des BOS Digitalfunks. Ab Juli 2006 leitete er die Polizeidirektion Ludwigsburg.
2014 wurde er als Polizeipräsident Leiter des Polizeipräsidiums Ludwigsburg.
Zum 1. Juni 2019 trat er in den Ruhestand. Seine Nachfolge übernahm Burkhard Metzger.
Am 26. Mai 2019 wurde er bei der Wahl zum Kreistag Ludwigsburg als Kandidat der Grünen Stimmenkönig im gesamten Kreistag mit über 15.000 Stimmen.
Seit 2019 ist er 1. Vorsitzender des Lobbyverbandes Haus und Grund der Region Ludwigsburg, darüber hinaus ist er auch stellvertretendes Mitglied im Verwaltungsrat der Kreissparkasse Ludwigsburg.